# Scooby Doo i Czarny Rycerz
Scooby Doo i Czarny Rycerz (ang. Lego Scooby-Doo: Knight Time Terror) – amerykański film animowany z 2015 roku zrealizowany przez wytwórnię Warner Bros. Animation, bazowany na podstawie seriali animowanych Scooby Doo.  Jest to pierwszy film, który został stworzony na bazie klocków Lego.
Premiera filmu odbyła się w Stanach Zjednoczonych 25 listopada 2015 na amerykańskim Cartoon Network. W Polsce film odbył się 23 stycznia 2016 w Boomerangu.

## Fabuła
Scooby Doo oraz jego przyjaciele – Kudłaty, Fred, Daphne i Velma wyruszają Wehikułem Tajemnic do cieszącej się ponurą sławą rezydencji Grimsley w celu znalezienia tajemniczej zjawy. Wszystkie przesłanki wskazują na to, że z zaświatów powrócił legendarny Czarny Rycerz, który nie pozwala nikomu zbliżyć się do ukrytego w posiadłości skarbu. Teraz Scooby Doo i Brygada Detektywów muszą rozwiązać tajemniczą zagadkę, aby przechytrzyć tajemniczą zjawę.

## Obsada
- Frank Welker – Scooby Doo oraz Fred Jones
- Matthew Lillard – Kudłaty Rogers
- Kate Micucci – Velma Dinkley
- Grey Griffin – Daphne Blake
- Phil Morris – Adam oraz Phil (wymieniony jako łowca skarbów #1)
- Sean Schemmel – Charlie Grimsley oraz łowca skarbów #2
- Jason Spisak – Kyle Grimsley oraz Czarny Rycerz
- Colleen O’Shaughnessey – Wanda Grimsley

## Polski dubbing
Wersja polska: SDI Media Polska

Reżyseria: Paweł Galia

Dialogi: Kamila Klimas-Przybysz

W wersji polskiej udział wzięli:
- Ryszard Olesiński – Scooby Doo
- Krzysztof Szczerbiński – Kudłaty
- Jacek Kopczyński – Fred
- Julia Kołakowska-Bytner – Daphne
- Agnieszka Mrozińska – Velma
- Jakub Wieczorek
- Ewa Serwa-Galia – Wanda
- Jakub Szydłowski – Adam

W pozostałych rolach:
- Zbigniew Konopka – poszukiwacz skarbów #1
- Jan Kulczycki – poszukiwacz skarbów #2
- Mikołaj Klimek – Charlie
- Janusz Zadura – Kyle

Lektor: Jakub Wieczorek